# La Sposa giovane
La Sposa giovane  di Alessandro Baricco, è un romanzo ambientato agli inizi del XX secolo. Il libro, edito da Feltrinelli, è uscito nelle librerie italiane il 18 marzo 2015. È l'ultimo capitolo della tetralogia I Corpi.

## Trama
1) bisogna temere la notte
2) l'infelicità non è gradita
3) vietato leggere libri
4) mai distogliere il Padre dalla sua pacatezza
Queste sono le 4 regole che determinano la vita della Famiglia: Padre, Madre, Figlio, Figlia, Zio... a cui è destinata ad aggiungersi la Sposa giovane, diciottenne e da tre anni fidanzata con il Figlio, che una volta arrivata dove abita la Famiglia, però, scoprirà essere in Inghilterra a sorvegliare le fortune tessili dell'azienda famigliare. Tornerà, ma fino ad allora è compito di Modesto, il maggiordomo, insegnare i 4 pilastri della vita famigliare alla Sposa giovane che scoprirà giorno dopo giorno sempre più sé stessa e le persone che la circondano.

## Edizioni
- Alessandro Baricco, La Sposa giovane, I Narratori, Feltrinelli, 2015,  pp. 192, ISBN 8807031310.